# Krabčice
Krabčice är en ort i Tjeckien.   Den ligger i regionen Ústí nad Labem, i den centrala delen av landet, 40 km norr om huvudstaden Prag. Krabčice ligger 267 meter över havet och antalet invånare är 888.
Terrängen runt Krabčice är huvudsakligen platt. Krabčice ligger uppe på en höjd.Runt Krabčice är det ganska tätbefolkat, med 111 invånare per kvadratkilometer. Närmaste större samhälle är Roudnice nad Labem, 3,6 km nordväst om Krabčice. Trakten runt Krabčice består till största delen av jordbruksmark.